# Тапфхајм
Тапфхајм (њем. Tapfheim) општина је у њемачкој савезној држави Баварска. Једно је од 43 општинска средишта округа Донау-Рис. Према процјени из 2010. у општини је живјело 4.059 становника. Посједује регионалну шифру (AGS) 9779218.

## Географски и демографски подаци
Тапфхајм се налази у савезној држави Баварска у округу Донау-Рис. Општина се налази на надморској висини од 415 метара. Површина општине износи 44,5 km². У самом мјесту је, према процјени из 2010. године, живјело 4.059 становника. Просјечна густина становништва износи 91 становника/km².